# Shawn E. Okpebholo
Shawn Ehireime Okpebholo (Lexington (Kentucky), 1981 ) is een Afro-Amerikaans componist, muziekpedagoog en musicoloog.

## Levensloop
Okpebholo begon zijn muzikaal leven in de schoot van het Leger des Heils in Lexington (Kentucky), waar hij muzieklessen kreeg. Hij zong mee in het jeugdkoor en bespeelde het bariton in de brassband van het leger des heils. Hij studeerde aan het "Asbury College" compositie en musicologie bij onder andere James Curnow en Ronald Holz. Aldaar behaalde hij zijn Bachelor of Arts. Verder studeerde hij vanaf 2003 bij Michael Fiday (compositie), bij Mara Helmuth (computermuziek en elektroakoestiek) alsook bij Paul Piller (jazzcompositie) aan het Cincinnati College-Conservatory of Music (CCM) in Cincinnati (Ohio), waar hij in 2005 zijn Master of Music behaalde. Aan dit conservatorium promoveerde hij in 2007 met Symphony of Spirtuals bij Joel Hoffman tot Doctor of Musical Arts in compositie. Okpebholo heeft deelgenomen aan het "National Band Association and Bands of America’s Young Composers Mentor Project" (YCMP) en was een van de vijf geselecteerde componisten, die tijdens dit project bij Frank Ticheli en Mark Camphouse studeerden.
Hij was achtereenvolgens docent aan de Union Universiteit in Jackson, aan zijn Alma Mater, het Cincinnati College-Conservatory of Music, aan het Cincinnati State Technical and Community College en aan de Universiteit van Noord Kentucky in Highland Heights. Okpebholo werd uitgenodigd als docent voor meessterklas aan de Universiteit van Benin City in de Nigeriaanse staat Edo. Vanaf 2010 is hij assistent professor voor muziektheorie en compositie aan het Wheaton College-Conservatory of Music.
Als componist won hij al twee keer de "Kentucky Music Educators Association All-College Composition Contest", de "Accent06 International Composition Competition", de "Kentucky Music Educators Association (KMEA) All-Collegiate Composition Contest" en zijn werken werden op internationale festivals uitgevoerd, bijvoorbeeld tijdens het "Monte Music Festival" in Goa.

## Composities

### Werken voor orkest
- 2002 Song of Songs, voor vocalisten, drie koren en orkest
- 2003 Soundscapes
- 2006 Yellow Einstein (orkestversie)
- 2007 Concerto, voor eufonium en orkest 
  1. Windows
  2. Invitation to Music
  3. Guanabacoa
- 2007 Symfonie nr. 1: Symphony on Spirituals
  1. Fanfare Prelude
  2. Self-Portrait with H.T. Burleigh
  3. Urban Counterpoint
  4. All Is Peace

### Werken voor harmonieorkest en brassband
- 2003 Ritual Dances, voor harmonieorkest[1]
- 2005 Sovereign Pageantry - Fanfare and Procession, voor harmonieorkest
- 2005 Ye Banks and Braes, voor harmonieorkest
- 2006 Balm in Gileat: Tribute to Martin Luther King, voor harmonieorkest
- 2006 Sicut, voor harmonieorkest
- 2006 ...tomorro's past, voor harmonieorkest
- 2009 Jesus Loves Even Me: I am so glad, voor brassband
- Brethren, We Have Met To Worship (Holy Manna), voor brassband
- Standing in the need of Prayer, voor brassband
- The God of Abraham Praise, voor brassband

### Missen en andere kerkmuziek
- 2002 Mass, voor vocalisten en gemengd koor

### Muziektheater

#### Opera's
| Voltooid in | titel                                      | aktes | première | libretto         |
| ----------- | ------------------------------------------ | ----- | -------- | ---------------- |
| 2009-2010   | Guanya Pau: A Story of an African Princess |       |          | John K. Brackett |

### Vocale muziek

#### Werken voor koor
- 2002 A Musicians Prayer, voor gemengd koor
- My God, I Love Thee, hymne voor gemengd koor

#### Liederen
- 2002 En priere, voor twee sopranen
- 2002 Vocalise, voor sopraan en kamerensemble
- 2003 All I Want, voor sopraan
- 2003 Song Cycle on Negro Spirituals
- 2005 On Music, zangcyclus voor sopraan en klarinet 
  1. Without Translation
  2. Soul Dance
  3. Final Prelude

### Kamermuziek
- 2002 Love Soliloquy, voor harp en piano
- 2002 On the Poems of William Carlos Williams, voor pianotrio
- 2004 Chamber Music in Four Movements, voor kamerensemble
- 2005 Strijkkwartet nr. 1
- 2005 Strijkkwartet nr. 2
- 2005 Yellow Einstein, voor kamerensemble
- 2006 Eden Park, voor klein ensemble
- 2006 The Red Wheelbarrow, voor pianokwartet
- 2006 Two Inventions, voor dwarsfluit en fagot
- Joy to the World, voor twee hoorns

### Werken voor piano
- 2002 Concertpiece
- 2005 Siembamba, voor twee piano's
- 2006 Amazing Grace

### Elektronische muziek
- 2006 Circleplay, voor klarinet en elektronica
- 2006 Flux II, voor geluidsband
- "cLUBhOPPIN'", voor piano en computer

### Filmmuziek
- 2002 Chase
- 2002 Screenplay
- 2003 Conscience

### Pedagogische werken
- 1st Recital Series for Timpani, voor pauken en piano

## Media
1. ↑  Ritual Dances door Truman State University Wind Symphony